# Добривоје Марковић
Добривоје Марковић (Теслић, 22. април 1986) је српски рукометаш. Игра на позицији левог крила. 

## Каријера
Рукометну каријеру је започео у Синтелону из Бачке Паланке одакле је 2001. године прешао у Југовић из Каћа. Најуспешнији део каријере је провео играјући за Вардар и Загреб. И са једнима, и са другима, Марковић је играо у четвртфиналу ЕХФ Лиге шампиона у периоду од 2013. до 2016. године. У сезони 2018/19. је наступао за Железничар из Ниша, а сезону 2019/20. почиње у екипи Новог Пазара. У јануару 2020. напушта Нови Пазар и враћа се у Југовић.
Освојио је две златне медаље са кадетском репрезентацијом Србије и Црне Горе (играчи до 18 година). На Европском првенству у Београду 2004. у финалу је поражена Хрватска, а Марковић је изабран у идеалну поставу шампионата. У Катару на Светском првенству 2005. кадети су поново тријумфовали. 
Са репрезентацијом Србије је освојио сребрну медаљу на Европском првенству 2012. у Србији. Наступао је и на Олимпијским играма 2012. у Лондону, као и на још неколико европских и светских шампионата на којима национални тим није освојио медаље. Последњи пут за национални тим наступио је у јануару 2018. године на Европском првенству у Хрватској.

## Трофеји

### Вардар
- СЕХА лига (2) : 2011/12, 2013/14.
- Првенство Македоније (2) : 2012/13, 2014/15.
- Куп Македоније (3) : 2011/12, 2013/14, 2014/15.

### Загреб
- Првенство Хрватске (3) : 2015/16, 2016/17, 2017/18.
- Куп Хрватске (3) : 2015/16, 2016/17, 2017/18.